# Úžasné divadlo fyziky
Úžasné divadlo fyziky (ÚDiF) je název skupiny pořádající populárně-naučné fyzikální přednášky pro všechny věkové generace. Byla založena v roce 2007 skupinou studentů Masarykovy univerzity a dodnes je složena z jejích současných studentů a absolventů.

## Historie
Spolek byl založen v září 2007 Ondrášem Přibylou, když společně s ostatními kamarády prezentoval veřejnosti fyzikální experimenty na náměstí Svobody v Brně. Kolem fyziků se ovšem srotilo na 50 diváků, exhibice byla tedy rozpuštěna policií jako neohlášená demonstrace.
Pravidelně vystupují na Noci vědců, v Brněnském planetáriu nebo pořádají semináře pro učitele. V roce 2012 představili svou show na festivalu Rock for People a stejného roku poprvé reprezentovali ČR na soutěži Science on Stage (věda na pódiu) v Berlíně. V roce 2013 byli oceněni organizací EDUin třetím místem v kategorii Cena veřejnosti. Objevili se také v diskuzním pořadu ČT24 Před půlnocí.

## Členové
- Barbora Mikulecká - astrofyzička
- Vojtěch Hanák - učitel matematiky a fyziky
- Vojtěch Procházka - absolvent fyziky plazmatu
- Adam Weiser - chemik
- Martina Mrkvičková - studentka fyziky plazmatu
- Saša Porembová - studentka pedagogického oboru matematika a fyzika
- Jaroslav Stárek - student ústavu Fyziky kondenzovaných látek
- Jan Pavelka - absolvent Ústavu fyzikální elektroniky
- Ondráš Přibyla - zakladatel ÚDiF, teoretický fyzik
- Tomáš Tyc - profesor teoretické fyziky Masarykovy univerzity

## Představení
Nejznámější fyzikální show skupiny nazvali Vidět zvuk, slyšet světlo, která uspěla i na mezinárodní soutěži Science on Stage. Další vystoupení nás zasvětí např. Do hlubin magnetické rezonance.